# Урджар
Урджар (каз. Үржар) — село, административный центр Урджарского района и Урджарского сельского округа Абайской области Казахстана. Код КАТО — 636430100.

## История
Поселение основано сибирскими казаками в 1857 году как станица Карабулакская, затем переименована в станицу Урджарскую.
Одним из первых упоминаний названия реки и местности Урджар имеется в «Сборнике Летописей» Рашида ад-Дина, где упоминается название Урджар при описании владений Гуюк каган, внука Чингиз хана. «Угедей-каан имел семь сыновей. Матерью пяти старших из них была Туракина-хатун, а двое других были от наложниц … Первый сын — Гуюк-хан. Его юрт был в земле Кумак в местности, называемой Бери-Манграк, Имиль и Уршаур [Урджар].» В связи с упоминанием реки Эмиль и Урджар вместе, в рядах источников, предполагает, что название Урджар имеет глубокие корни в древности. Если название реки Эмиль переводится с древнемонгольского как «спокойный», «тихий», каким он и является, то Урджар наоборот река бурная, у которой истоки находятся в горах Тарбагатая. В связи с этим можно предположить, что значение слова «Урджар» переводится как «Ұр» — ударить, «Жар» — раскалывать - река буйная, пробивающая себе дорогу, раскалывая горы.

## Население
В 1999 году население села составляло 16830 человек (8268 мужчин и 8562 женщины). По данным переписи 2009 года в селе проживало 17320 человек (8442 мужчины и 8878 женщин).
На начало 2019 года население села составило 12915 человек (6326 мужчин и 6589 женщин).

### Аэропорт

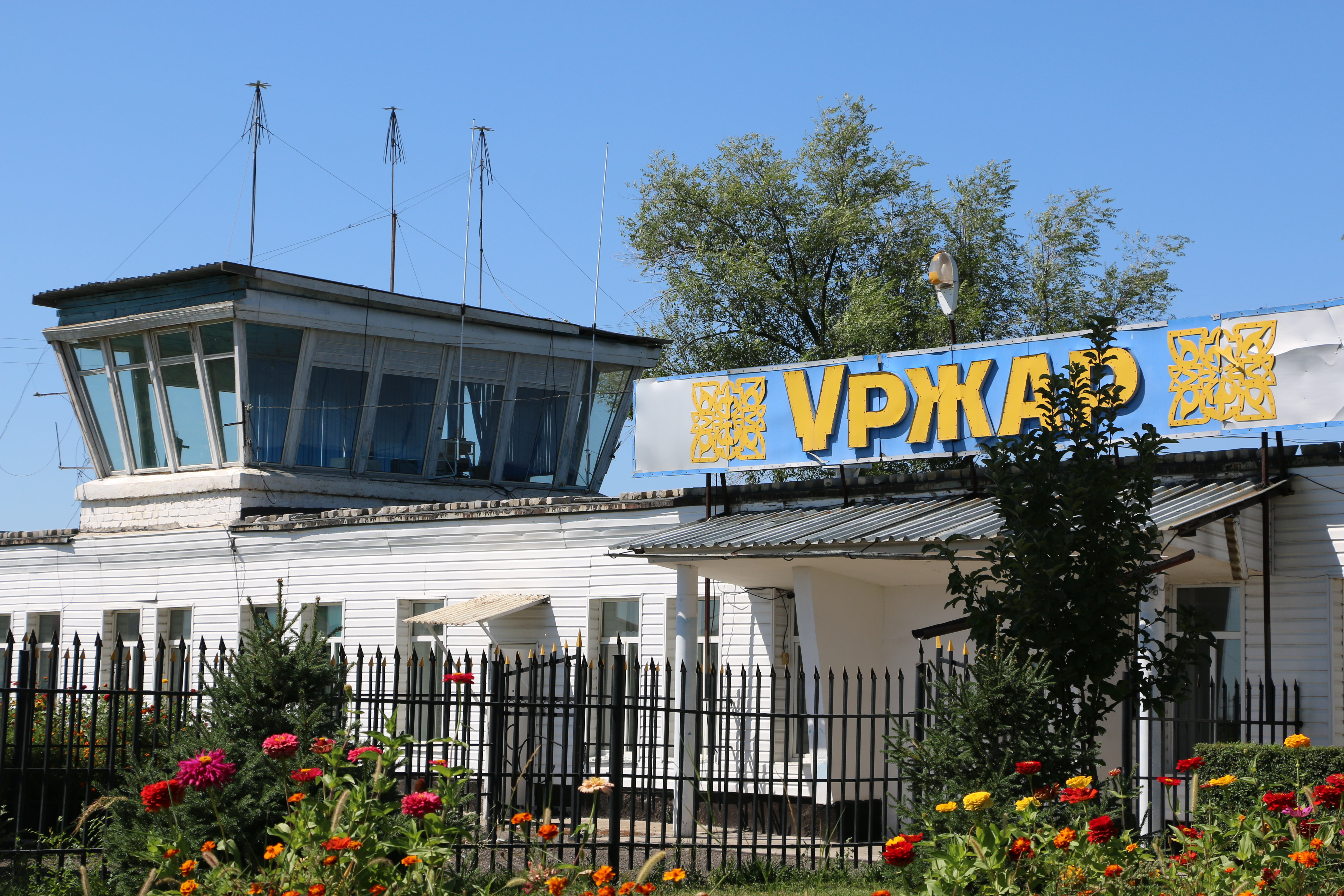
Аэропорт

В окрестностях села находится аэропорт, который принимает авиарейсы из Астаны, Алматы, Усть-Каменогорска и Семея.